# Balendijk
Balendijk is een gehucht van Lommel, in de Belgische provincie Limburg. Het ligt aan de weg naar Wezel. Men vindt hier een industrieel landschap dat zich uitstrekt op een voormalige heidevlakte die al een aanzienlijk industrieel verleden kende. Zo bevond zich verderop de arbeiderskolonie Lommel-Glasfabriek, die in 2008 ontruimd werd in verband met saneringsmaatregelen. Deze waren weer het gevolg van de zinkfabriek de Vieille Montagne, die in het naburige Wezel is gevestigd.

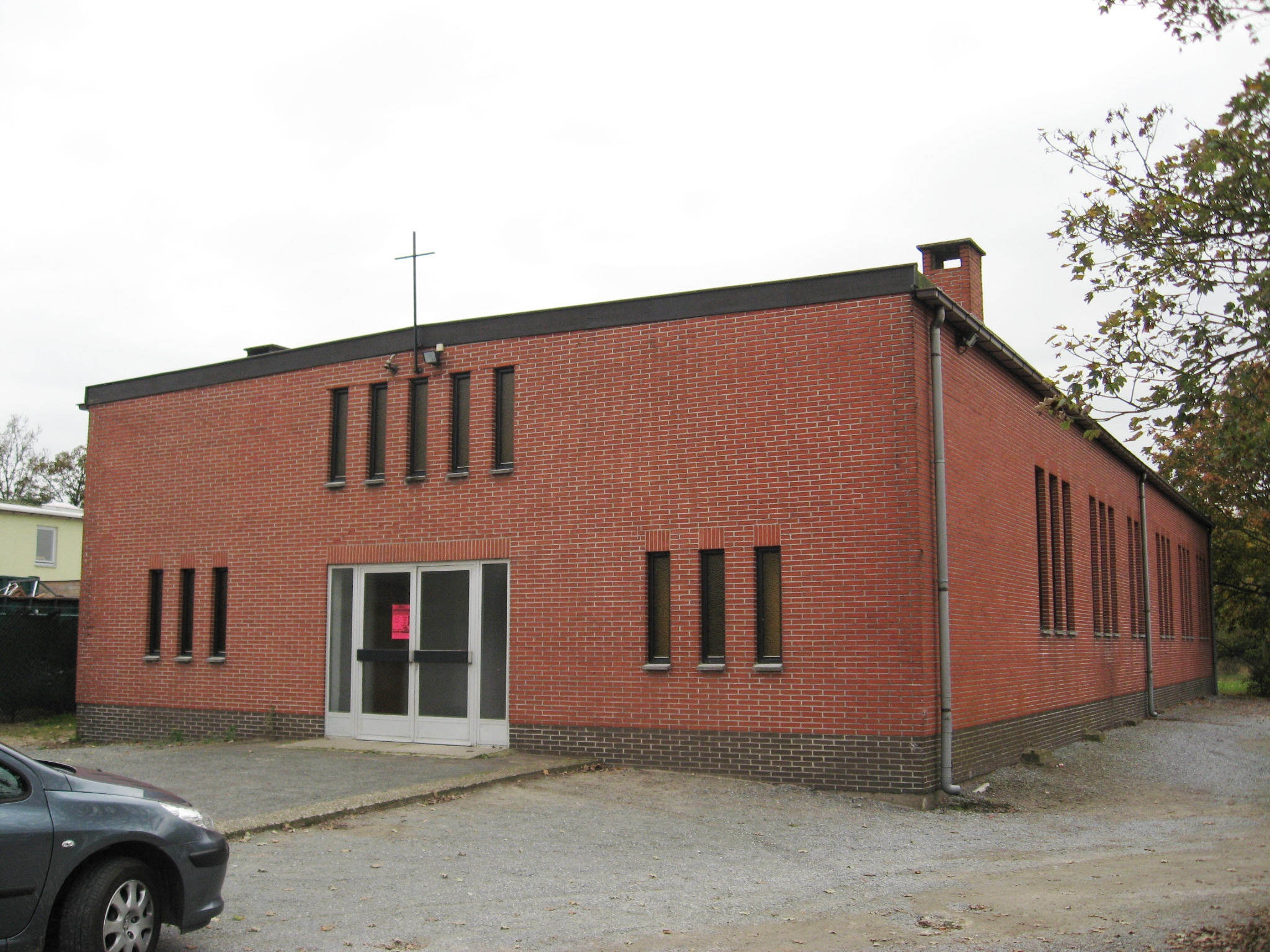
Onze-Lieve-Vrouw ter Kempenkerk

Begin jaren 60 van de 20e eeuw vestigde zich hier een Philipsvestiging. Het betrof een groot bedrijf dat onder meer een glasfabriek omvatte waar glas werd vervaardigd voor verlichtingsdoeleinden. De schoorstenen dateren uit 1966 en 1971. Hoewel het een indrukwekkend bedrijf betreft is de groei ervan toch enigszins gestagneerd, en er vielen op gegeven ogenblikken ook ontslagen. Later kreeg het de naam EMGO, een joint venture van Philips en zijn concurrent Osram, die elk voor 50% deelnemen. In 2004 werkten er 514 mensen, waarvan er de jaren daarop nog 210 zouden verdwijnen. In 2006 werkten er nog maar 400 mensen, In 2012 werd bekendgemaakt dat EMGO zijn activiteiten in Lommel Balendijk zal stopzetten. Een deel van de gebouwen van EMGO is ondertussen omgebouwd tot het nieuwe bedrijf DUCATT, dit bedrijf maakt hoog transparant glas voor zonnepanelen.
Ook verderop aan de Balendijk werden en worden veel nieuwe bedrijven opgericht. Hansen Transmissions is daarvan wel een van de belangrijkste. Hier worden tandwielkasten gemaakt voor de overbrenging van vermogen in windturbines en industriële toepassingen zoals voor roerwerken in de waterzuiverings- en de papierindustrie. In 2008 is een belangrijke uitbreiding van deze fabriek gereedgekomen.
In de nabijheid van Balendijk bevindt zich ook het Provinciaal Instituut (Provil), een grote school voor algemeen, technisch en beroepsonderwijs.

## Naburige kernen
Lommel, Lommel-Werkplaatsen, Wezel, Kattenbos
Deelgemeente: Lommel

Overige kernen: Balendijk · Barrier · Blauwe Kei · Gelderhorsten · Heeserbergen · Heide-Heuvel · Kattenbos · Kerkhoven · Kolonie · Lutlommel · Stevensvennen · Werkplaatsen

Belgische gemeenten · Arrondissement Maaseik · Limburg · Vlaanderen